# Pseudopalatinae
 Pseudopalatinae – podrodzina fitozaurów, obejmująca najbardziej zaawansowanych przedstawicieli tej grupy. Została nazwana w 1995 roku przez Roberta Longa i Phillipa Murry'ego. Pseudopalatinae były jednymi z najpóźniejszych fitozaurów. Od innych fitozaurów odróżniały je przede wszystkim cechy czaszki. Według analizy filogenetycznej przeprowadzonej w 2002 roku przez Axela Hungerbühlera do Pseudopalatinae należą rodzaje Pseudopalatus, Mystriosuchus, Nicrosaurus i Redondasaurus. Większość przedstawicieli tej grupy żyła w wodach słodkich, jednak odkrycia w Lombardii dowiodły, że przynajmniej niektóre osobniki z rodzaju Mystriosuchus prowadziły wyłącznie morski tryb życia.

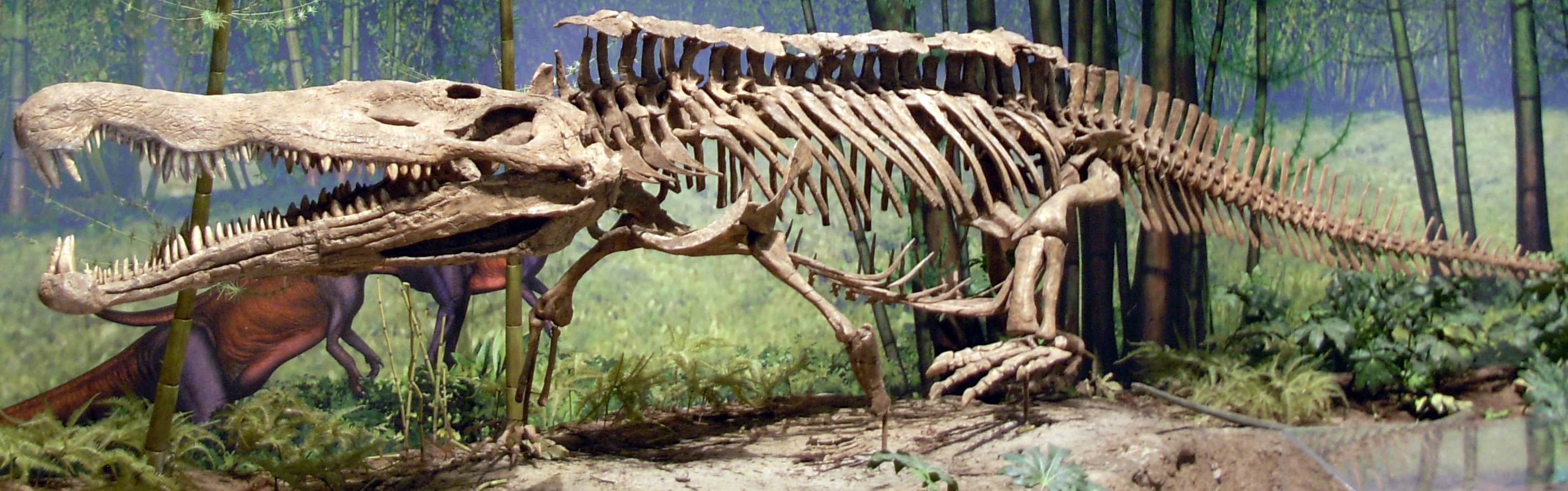
Redondazaur
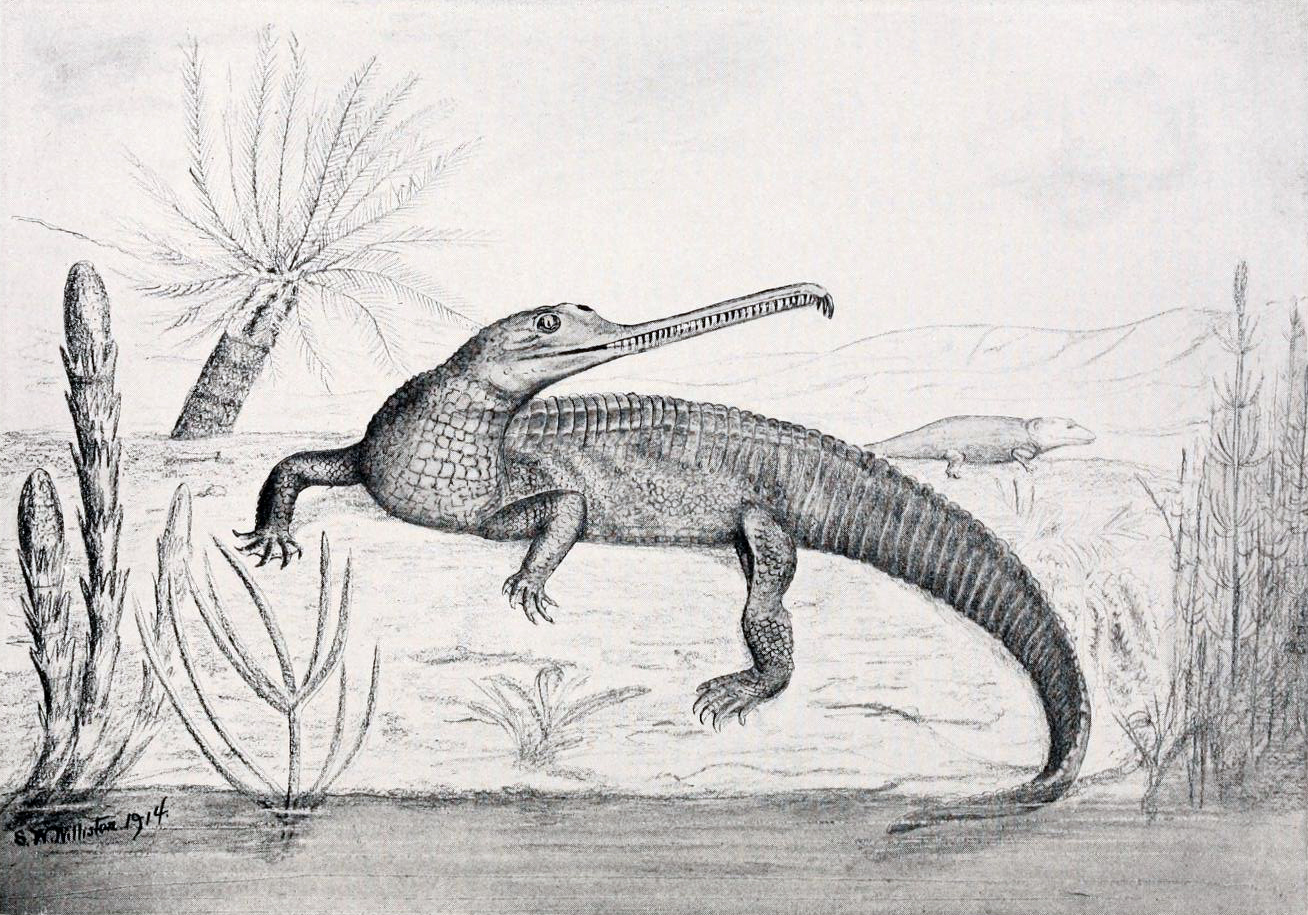
Mystriosuchus